# Harry Akst
Harry Akst, född 15 augusti 1894, död 31 mars 1963, var en amerikansk låtskrivare som startade sin karriär som pianist inom vaudeville och ackompanjerade sångare som Nora Bayes, Frank Fay och Al Jolson.
1916 gick Akst med i USA:s armé och träffade Irving Berlin (år 1921 skulle de skriva "Home Again Blues" tillsammans). Hans mest noterbara succé kom med sången han skrev 1925 med Sam M. Lewis och Joe Young: "Dinah". Den har blivit inspelad av många artister, t.ex. Bing Crosby, Mills Brothers, Louis Armstrong och Fats Waller.
År 1927 arbetade Akst på Broadwayproduktionen av Artists and Models. Slutligen flyttade han till Hollywood för att fortsätta med låtskrivandet för Broadwaymusikaler.
Harry Akst blev invald i Songwriters Hall of Fame år 1983.